# Schakir al-Absi
Schakir al-Absi (arabisch شاكر العبسي, DMG Šākir al-ʿAbsī; * 1955 in Jericho; † unsicher: 10. Dezember 2008) war Führer der sunnitisch-radikal-islamischen Untergrundorganisation Fatah al-Islam.
al-Absi verbrachte seit 2000 drei Jahre wegen Schmuggels von Waffen und Munition in einem Gefängnis in Syrien. Er war ein Anhänger von Abu Musab az-Zarqawi, dem früheren Führer von al-Qaida im Irak. Al-Absi wurde im Jahre 2004 in Jordanien von einem Militärgericht in Abwesenheit wegen seiner Verwicklung in das Attentat auf den US-amerikanischen Diplomaten Laurence Foley zum Tode verurteilt.
Am 20. Mai 2007 brachen in dem palästinensischen Flüchtlingslager Nahr al-Bared heftige Gefechte zwischen Angehörigen der militanten Palästinenserorganisation und der libanesischen Armee aus, als diese Bankräuber verfolgten. Die Kämpfe dauerten bis zum 2. September 2007. Bei der Erstürmung des Lagers könnte al-Absi ebenfalls getötet worden sein. Die Identität einer Leiche konnte ihm jedoch nicht einwandfrei zugewiesen werden, da ein DNA-Test fehlschlug. Am 10. Dezember 2008 verkündete Fatah al-Islam, dass Schakir al-Absi wahrscheinlich getötet worden sei.